# 普賴姆胡克海灘 (特拉華州)
普賴姆胡克海灘（英語：Primehook Beach）是位於美國特拉華州蘇塞克斯縣的一個非建制地區。該地的面積和人口皆未知。

## 地理
普賴姆胡克海灘的座標為38°51′20″N 75°14′34″W / 38.85556°N 75.24278°W，而該地的平均海拔高度為2米（即7英尺）。